# Bóta Ildikó
Bóta Ildikó (1967. január 26. –) mozgásművészeti és testtudati terapeuta DSGM mozgásterapeuta, Bowen alkalmazó, korai mozgásfejlesztő és állapotvizsgáló, Ma-Uri masszőr, moderntánc-oktató, tánc- és pantomimművész, koreográfus/rendező.

## Tanulmányok
1981–1985 között a Képző- és Iparművészeti Szakgimnázium és Kollégium növendéke volt, textiltechnikai rajzoló végzettséget szerzett. 1981-től a Bolero Pantomim Együttes alapító tagja, 1984-ben „A” kategóriás pantomimszólista, 1987-ben „C” kategóriás táncművész képesítést szerzett az Országos Filharmóniánál.
1989–1991-ig a Rolitron Alapítvány mesterkurzusán, Dévény-féle Speciális Manuális Technika Gimnasztika Módszer (Alkalmazott Művészeti Torna és Speciális Manuális Technika) DSGM szakterapeuta vizsgát tett. Mozgástanárai Dévény Anna mellett Berczik Sára, Jeszenszky Endre, Zákány Magda, orvostanárai Dr. Miltényi Márta, Dr. Neuwirth Magda, Dr. Kalmár Magda, Dr. Mező Róbert voltak. Az Országos Közművelődési Központ Módszertani Intézetétől kapja Modern táncoktatói képesítését. 1986-1987-ben az Állami Artistaképző Intézetben a Bolero Pantomim tagjaival Kováts Gyulánál tanult akrobatikát.
1998 ban adaptált tánc csoportvezetői képesítést szerzett Alito Alessi „Danceability” mesterkurzusán. 
2000-től a Magyar Mozgás- és Táncterápiás Egyesület Tanulmányi Bizottsága mozgásművészeti és testtudati terapeuta, csoportvezető és egyéni terapeutaként jegyzi, szakembernévsorában a 61. számmal.
2001-ben MA-URI masszőr képesítést szerzett. 2013-ban Bowen alkalmazó, 2015-ben haladó Bowen alkalmazó képesítést kapott az Ausztrál Bowen Akadémiától.

## Szakmai életút
Háromtól hatéves koráig művészitornázott Kelemen Mártánál, Berczik Sára tanítványánál Egerben.
Budapestre kerülve 1981-től kezdett a Bolero Pantomim Stúdióban, később Együttesben, számos előadás alkotója és társalkotója, szólistája, műhelyek és tanfolyamok, stúdiumok vezetője például az Almási Téri Szabadidőközpontban, az Angyalföldi József Attila Művelődési Központban, a Gödöllői Művelődési Központban.
1986-tól az egri Megyei Művelődési Központban indított Jazz-és Modern Tánc tanfolyamokat, itt 1990-ben megalakította a Tale Quale Modern Táncegyüttest, amely Egerben és a környező településeken, valamint egy alkalommal a hollandiai Arnhemben tartott előadásokat. 1987-től Berger Gyula Táncegyüttesében táncolt, illetve 1987-1989-ig a Prológus Színészképző Stúdió (Dunakeszi Pinceszínház) tánctanára, a Chorus Line című előadásuk koreográfusa volt.
1989-2001-ig dolgozott Dévény Annával és munkatársaival a közben megalakult Dévény Anna Alapítványnál, egyénileg kezelt spasztikus tónusfokozódású és hypotón tónusúnak diagnosztizált csecsemőket és kisgyermekeket, és zenére végzett, csoportos gimnasztikát tartott gyermekeknek és fiatal felnőtteknek, akiknek gerincproblémáik voltak, illetve cerebralparetikus sérülést szenvedtek.
Alito Alessi Danceability kurzusa az eddig megszerzett mozgásszínházi tapasztalattal inspirálta arra, hogy a Bliss Alapítvány Segítő Kommunikációs Módszertani Központnál három éves műhelymunkába kezdjen súlyos halmozottan fogyatékos fiatal felnőttekkel, 1991-ben. 2002-ben megalakította a Tánceánia Művészetterápiás táncegyüttest, innentől folyamatosan csatlakoztak kortárs táncban, mozgásművészetben, és/vagy egészségügyben, rekreációban, gyógyításban érdekelt szakemberek. 2006-ra létrejött a mozgás és táncterápiás metódusból, testtudati és testtechnikákból, kontakt improvizációból művészetterápiává integrált módszertan alapvetése. Mindez az ArtMan Mozgásterápiás Közhasznú Egyesület keretein belül érlelődött, finomodott tovább, nem, vagy nehezen beszélő és mozgó, ill. látássérült-vak, autista és értelmi akadályozott, illetve pszichiátriai fogyatékosságú emberekre. 2005-ben alapította meg az Artmant, melynek majdnem tíz éven át, 2014-ig az elnöke is volt.
A látássérültekkel már 2001-ben elkezdte a munkát, közösen a nem, vagy nehezen beszélő és mozgó emberekkel, illetve a Vakok és Gyengénlátók Állami Intézetében tartott tanfolyamokon. Autista és értelmi akadályozott, valamint pszichiátriai fogyatékosságú emberekkel érdemben a Többet érsz! program égisze alatt indította el a munkát, bár megelőzőleg az Aura Autistákat Támogató Egyesület égisze alatt évekig tartott csoportokat. Hallássérült és siket embereknek az Ability Park Egyesület mentoraként tartott mozgásos, önismereti, saját-élmény tematikájú csoportokat. A Vodafone Alapítvány Többet érsz! társadalmi felelősségvállalási pályázatának egyik nyerteseként egy tanéven át négy csoportot vezetett, a program négy csoportjának munkabemutatója volt a Trafó Kortárs Művészetek Házában az első Artman Est 2010-ben, Para-lel címmel. Az Artman azóta majdnem minden évben megrendezi Trafóbeli estjét. A Többet érsz! program a Bozsik Yvette társulattal való együttműködés kiteljesedése volt. Először a 2004-es Táncterápiában dolgozott együtt Bozsykkal, mint kerekesszékes partnereivel duettező táncos, később a 2008-as Tavaszi Fesztiválon bemutatott, Lélektánc című koprodukcióban, ahol a fogyatékos előadók: a Tánceánia tagjai, Matatek Judit, a Gördülő tánccsoport tagjai, és a Tánceánia ép táncosai, valamint a Bozsyk társulat táncosainak innovatív próbavezetése volt a feladata. Az előadás országosan turnézott, tizennégy alkalommal.
A megálmodott módszertan alapvetéséhez tartozik, hogy a súlyos halmozott fogyatékos, látássérült-vak, autista és értelmi akadályozott személyek korlátaik ellenére, vagy azzal együtt önérvényesítő, alkotó munkalehetőségekhez jussanak,  munkájukért ellentételezést kaphassanak. Ezeket szervezésében koordinálásában, realizálásában, előadás-szervezés és műhelymunka, illetve képzés formájában a kultúra területén ugyanúgy részt vállalhassanak képességeikhez mérten, mint úgynevezett ép társaik. 
2012-ben az ArtMan Egyesület képzőintézményként való elismertetését, a képzési anyag kidolgozását, a képzés koordinálását, vezetését vitte. 
A „Semmit róluk, nélkülük“ elvével azonosulva kezdett tanítani hat tánceániás fogyatékos kollégája asszisztálásával 2008-ban az ELTE BGGYK Általános Gyógypedagógia tanszékén, először 'Mozgásos önismereti sajátélmény súlyos halmozott fogyatékosság kapcsán' címmel. Később az ELTE más karairól is nagy érdeklődést mutató órának általánosabb címet adott: Bevezetés a táncterápiába. Idővel a fogyatékos résztvevőknek adta át az óravezetést, az ő ötleteik, élményeik alapján választottak témát, állították össze a gyakorlatokat, csak a legszükségesebbeket asszisztálta a fogyatékok miatt keletkező hiányokból adódóan. 2015-ig tizenöt szemeszter zajlott le.
2014-ben  az ELTE Bárczi Gusztáv Továbbképző Intézet felkérésére két továbbképzés kidolgozását vezette: a szociális szférának szóló, creditpontot hozó egy napos Szakmai Tanácskozás kidolgozása, 'Beszéden innen, beszéden túl: non-verbális területeken való jártasság a hosszú távú, hatékony segítségnyújtás érdekében' címmel. 
Diplomásoknak szóló, négy féléves, szakirányú továbbképzés kidolgozásának vezetése, amely alkalmazott szomatikus és közösségi művészeti tanulmányok elvégzése után "szomatikus művészeti szakember" elnevezésű képesítést ad. Az előadóművészetben, pszichológia-és pszichoterápia területén, a gyermek -és ifjúságvédelemben, fogyatékosságügyben, szociális szférában, a köznevelésben és szakképzésben, valamint az egészségügyben, sporttudományban és rekreációban integrálva alkalmazható.
2013-ban Bowen alkalmazóvá, 2015-ben haladó Bowen alkalmazóvá vált, ezzel a DSGM és egyéb (MA-URI masszázs, Cranio-sacralis terápia) egyéni kezeléseiben manuális eszköztára bővült. a Bowen minimál érintési elve lehetővé tette, hogy a mozgásterápia testtudati részének pszichés-kapcsolati fókusza nagyobb hangsúlyt kaphasson kezelései folyamán.
Két képzést dolgozott ki Bowen alkalmazóknak, és megírta a hozzá tartozó tanfolyami jegyzeteket: az Eltérő korai fejlődésmenet c. két, majd három napos, az Eltérő Önregenerációs Menetek c. kétnapos továbbképzést Bowen alkalmazóknak kilenc alkalommal tartotta meg.
2001-től 2012-ig Egyéni vállalkozóként dolgozott a korai mozgásfejlesztés területén, közben a Semmelweis Egyetem ll. Női Klinika Perinatális Intenzív Centrumában, és a Down Alapítvány Korai Fejlesztő Központjában. A MÁI Archiválva 2022. december 25-i dátummal a Wayback Machine-ben -ben 2002-től felnőtt mozgássérültek rehabilitációs ellátását végezte.
2012-től a Bárczi Gusztáv Készségfejlesztő Speciális Óvoda Szakiskola, és Pedagógiai Szakszolgálat Korai Fejlesztőjében mozgásfejlesztőként dolgozott. 2013-tól a Budapesti Korai fejlesztő Központ Egységes Gyógypedagógiai Intézmény és Óvodában neurológiai és pszichiátriai vizsgálati teamben, mint mozgásállapot vizsgáló, ellátásra javaslattevő mozgásfejlesztő terapeuta és mentor dolgozott. A két intézményben tesztelte és kidolgozta a Bowen technika eltérő fejlődésű gyerekekre alkalmazott verzióját. 2014-től 2016-ig az Intézmény Fa óvodájában kidolgozta a mozgás-és táncterápia adaptációját súlyos halmozottan fogyatékos, kora életkorú és óvodás gyerekeknek.
2021 óta csak a Fa Óvodában vezet Mozgás és Táncterápiás adaptációt.
2020 és 2022 között teljeskörű személyi segítést és rehabilitációs kezelést végzett baleseti sérült, kerekesszékbe kényszerült felnőtt nőnek Svájcban.
2023 Szeptemberétől az MMTE szakirányú továbbképzésén az ELTE Bárczi Gusztáv Gyógypedagógiai Karán a Mozgás-és táncterápiás szakember képzésben, az alkalmazási területek tantárgy oktatója.

## Elismerések
- Miniszteri Elismerő Oklevél Nemzeti Kulturális Örökség Minisztériuma 2006 (fogyatékos emberek táncművészetéért)
- Magyar Köztársasági Ezüst Érdemkereszt 2010 táncterápiás szakmai tevékenységért
- Lélektánc c. előadás (fogyatékos előadók és táncművészek innovatív próbavezetése) Veszprémi Táncfesztivál fődíj, 2008
- „Színház, mint társadalmi szerepvállalás” különdíja RS 9 OFF Fesztiválon, 2015, ArtMan Egyesülettel
- Somatic Practises Art and Creativity for Special Needs-Tempus nívódíj, a legjobb nemzetközi oktatási és képzési projektek Magyarországon, 2016, ArtMan Egyesülettel
- Lábán Rudolf különdíj, 2018, ArtMan Egyesülettel
- Balta-díj, 2024

## Publikációk
- Aki lélegzik az képes táncolni; Pszichodráma újság, 2008 A Bowen technika a babák és a gyerekek szemszögéből; (Társszerző: Zagyva Judit) Heim Pál kórház magazinja, 2017 május-június;
- Eltérő Korai Fejlődésmenet, tanfolyami jegyzet Bowen alkalmazóknak, 2015, felelős kiadó Liebe György;
- Eltérő Önregenerációs Menetek, tanfolyami jegyzet Bowen alkalmazóknak 2017, felelős kiadó Liebe György, in:
- Aki lélegzik, képes táncolni; 2003, Az érintésről; 2009, Találkozások; 2010, Az érintés jelentősége a mozgásfejlődésben és a testtudat alakulásában; 2016
- Önreflektáló esetvezetések, kiegészítő jegyzet Bowen alkalmazóknak, 2017, felelős kiadó Bóta lldikó: Jelen idejű teljesség a hiányfókuszú megközelítés helyett; Nyomhagyás-szöveti memória és szinesztétikus szöveti intelligencia; Facilitáló és debilizáló szorongás; Érzékelési csatornák deficitje, érzékszervi moduláció; Mennyi az annyi? Implicit tudattartalmak és memória;
- Szakemberek a szülőkkel 2018, szerk. Dr. Borbély Sjoukje, Budapesti Korai Fejlesztő Kp.: Munkacsoportunkról-A segítő szakma dilemmái; Ármin esete-Fontosak az érzelmi visszajelzések; Gréta esete-Két szakember”mérhetetlen”sikere; Lilla esete-A terapeuta a családi rendszer részévé válik; Reni esete-Össztánc egy gyerek körül;
- DOOL tanulmány – Inkluzív szomatikus művészeti szakember képzés; 2021 Bóta lldikó és Artman Egyesület
- A súlyosan halmozottan fogyatékos, óvodás életkorú gyerekekre adaptált mozgás-és táncterápiás kísérlet leírása és módszertani elemzése a Pszichodinamikus Mozgás-és Táncterápiát alapul véve; itt: Magyar Mozgás-és Táncterápiás Egyesület őszi Hírlevele, 2022, szerk: Szántó Éva

## Konferencia-előadások (válogatás)
- 2022. november 19.: Innen és túl - A Budapesti Korai Fejlesztő Központ 30 éves jubileumi konferenciáján poszter a súlyos halmozottan fogyatékos gyerekek óvodájában tartott adaptált mozgás- és táncterápiás folyamatról.
- 2018. június 1.: a Magyar Mozgás- és Táncterápiás Egyesület Testre bízva című, 25 éves jubileumi konferenciáján team bemutatkozás az Artman Mozgásterápiás Művészeti Közhasznú Egyesület Lábán Rudolf különdíja kapcsán
- 2018. május 10.: előadás a Művészettel nevelés konferencia a táncművészet alkalmazásáért témában, a fogyatékos emberekre adaptált mozgás-és táncterápiáról
- 2014. november 7.: Beszélj hozzá(m)! - előadás ELTE BGGYK Áramlásban II. Művészetterápiás Konferencián mozgássérült és vak táncterápiás csoporttagokkal
- 2013. szeptember 26._ Lélekpercek - előadás autizmusban érintett táncterápiás csoporttal a Kongresszusi Központban, 10. Autism Europe Congress
- 2011. április 16.: Offenz-ív c. előadás a 15. Pszinapszison mozgássérült táncterápiás csoport taggal
- 2010. november 6. Áramlásban c. Művészetterápiás Konferencia, Bárci György Gyógypedagógiai Főiskola, Túllátni a fogyatékosság korlátozó mivoltán…c. workshop
- 2009 június 25-27. Magyar Gyógypedagógusok Egyesülete MAGYE 37. Országos Szakmai Konferenciája, Mosonmagyaróvár:  Indikációk korai mozgásfejlesztésre Down szindrómás gyermekeknél, Összehasonlító esetismertetés
- 2009 június 21-25. 11th World Kongress of Psycho-Oncology, Wien; poszter és személyes tájékoztatás a Hospice Alapítvánnyal közös munkáról, a nonverbális kommunikációról, és  tanulási, tréningezési lehetőségéről
- 2007. június 9. Nemzetközi Hospice Konferencia, Beszélj hozzá(m)! c. előadás mozgássérült és vak táncterápiás csoport taggal
- 2006. június 9. “A test és az egész” Az MMTE II. Konferenciája, Hagyományok Háza; A test, mint a tapasztalatok gyűjtőhelye extrém mértékű korlátozásban c. workshop
- 2006. május 12. Budapest Pszichoterápia c. folyóirat II. konferenciája megnyitó előadása mozgássérült és vak táncterápiás csoporttagokkal, IBS
- 2005. december 7. Budapest Eastern and Central European Regional -Augmentative and Alternativ2 Communication Conference: Felületek, megnyitó előadás  CEU konferencia központ: mozgássérült és vak táncterápiás csoporttagokkal
- 2005. május 21. Kalandterápia-Konferencia, Miskolc-Csanyiki Pszichoterápiás Intézet: Beszélj hozzá(m)! c. előadás mozgássérült és vak táncterápiás csoporttagokkal
- 2005. május 6. Budapest Pszichoterápia c. folyóirat I. konferenciája, IBS: Beszélj hozzá(m)! c. előadás mozgássérült és vak táncterápiás csoporttagokkal
- 2003. november 19. Zólyom, Augmentatív Alternatív Kommunikációs Konferencia- Fényűzők előadás mozgássérült táncterápiás csoporttaggal
- 2002. május 4. Tihany, „Közös a világunk”- Nemzetközi Augmentatív Alternatív Kommunikációs Konferencia, Affekt-Ív c. előadás és workshop mozgássérült táncterápiás csoporttaggal

## Előadások  (válogatás)
- 2023. március 3-4-5.: Brémai Táncszínház, Augusztus 7-8-9-10. München Europa Tanzwerstatt: HARMONIA (HODWORKS & Unusual Symptoms) ; Tóth Károly mozgáskorlátozott előadóművész asszisztense a színpadon is
- 2023. május 5-6., jnúnius 14.: Test-kép, zavar? c. előadások, KuglerArt galéria (Surányi Judit, Tóth Károly alkotótársakkal)
- 2021. november 30.: PURE rendezés, Trafó kortárs Művészetek Háza
- 2020. február 18.: VETÜLET Tánceánia Együttes, Trafó Kortárs Művészetek Háza
- 2019. március 6. 20 ÉV 20 KÉP Tánceánia Együttes jubileumi előadása, Trafó Kortárs Művészetek Háza
- 2018. március-április, BEGURULOK, Széll Kálmán tér, Astoria, a közterületek akadálymentesítéséért
- 2015. október 9. RS9 OFF Fesztivál, Szempár, Pure
- 2015. május Rehab Critical Mass Tánceánia improvizáció
- 2015. március 11. Paramorfózis Trafós trilógia záró eseménye: Mandala c. előadás
- 2014.február 3. ParaDOGMA ArtMan est a trafóban
- 2013. február 14. Para-lel variációk Fellegi Ádámmal
- 2012. május 25., június 18. , október 5. para-lel variációk Fellegi Ádámmal
- 2012. március 31. para-lel variációk, Moravcsik Alapítvány
- 2011. december 19. deffenz-ív Ability Park záró gála bemutató
- 2011. április 16. Offenz-ív; 15-ik Pszinapszison bemutató
- 2010. szeptember 8. para-lel munkabemutató a „Többet érsz!”program fogyatékosokkal dolgozó csoportjainak munkabemutatója, Trafó Kortárs Művészetek Háza
- 2010. április SZEMPÁR RS9 stúdiószínház
- 2009-2010. országos turné a LÉLEKTÁNC c. előadással, 14 előadás
- 2009. június 5. Magyar Mozgás és Táncterápiás Egyesület konferenciáján SZEMPÁR és ELLENTÉT PÁROK  bemutató  József Attila Műv. KP.
- 2008. június 26. „Fogadj be egy művészt, fogadj be egy fiatalt” Műcsarnok ÁTHALLÁSOK-Palya Beával és Szokolay Dongó Balázzsal – aukciós est autisták  lakóotthonainak  megsegítésére
- 2008. március 21. LÉLEKTÁNC kooprodukció a Bozsik Yvette Társulattal és a Gördülő Tánccsoporttal
- 2007. szeptember 15. AFFEKT-ÍV Csatorna- Médiafesztivál, Jövő Háza a Sorstársak című televíziós műsor felvétele,Budapest
- 2007. június 9.  BESZÉLJ HOZZÁ(M)! Nemzetközi Hospice Konferencia Záró rendezvény, Budapest
- 2007. február 6-9. TESTTUDATI TCHNIKÁK A REHABILITÁCIÓ ÉS INTEGRÁCIÓ SZOLGÁLATÁBAN- Módszerdemonstrációs Napok a Jövő Háza- Ability Parkban; bemutatkozott az ArtMan egyesület
- 2006. december 1. MESÉLŐ Bárczy Gusztáv Gy.P. Főiskola, Kitárt ajtók ünnepe, A fogyatékkal élők napja alkalmából,Budapest
- 2006. december 1-2. FÉNYÁRNYAK L1 Táncművek, Budapest
- 2006. október 29. FELÜLETEK Fiatal muzsikusok a hátrányos helyzetű gyermekekért c. gálaest megnyitója, Művészetek Palotája, Budapest
- 2006. július 6. LÁTOGATÓ-NÉZEGETŐ V. Kontakt Budapest Fesztivál, Artus, Budapest.
- 2006. június 12. TÁNCEÁN POSZT- Pécsi Országos Színjátszó Találkozó, Pécs
- 2006. május 25. ÉRINT-KEZEK Konduktív Alapítvány Jubileumi Gálája, Fővárosi Műv. Ház, Budapest
- 2006. május 12. FELÜLETEK Pszichoterápia c. folyóirat II. Konferenciájának megnyitója, International Buda Stage, Budapest
- 2006. május 6. BESZÉL HOZZÁ(M)! Motiváció Alapítvány jubileumi gálája, T-Com Székház, Budapest
- 2005. április 3. BESZÉLJ HOZZÁ(M)! Budapesti Tavaszi Fesztivál,Budapest
- 2005. október 30-31. ÁRAMLÁS/MOSTANSÁG, TRI-ÓDA, ÁRAM-LÁSS! Millenáris Park, Fogadó Padlás,Budapest
- 2004. december 4-5. PASSIVITY – SZÉKALÁVALÓ – Millenáris Park, Ability Park
- 2004. február-2004. augusztus TÁNCTERÁPIA –koprodukció a Bozsik Yvette Társulattal,  (Trafó,Bp;Veszprémi Összművészeti Fesztivál,Veszprém; Szegedi Kortárs Tánc Fesztivál, Szeged; Sziget Fesztivál 2004., Budapest)
- 2004. május 16. „MUNKABEMUTATÓ” a CanDoCo (London, Egyesült Királyság) társulattal végzett munkából, Trafó Kortárs Művészetek Háza, Budapest
- 2004. május 9. KARAVÁN-ROAD SHOW Millenáris Park, Budapest
- 2004. január 25. REGÉLŐ – Társadalmi célú hirdetés az Esélyegyenlőségi Kormányhivatal megbízásából
- 2003. szeptember 24-25. FÉNYŰZŐK – MU Színház Duplex Estek,Budapest